# Sune Sik
Sune Sik Sverkersson  (* um 1154),  war ein schwedischer Prinz aus dem Sverkergeschlecht (schwedisch: Sverkerska ätten), der durch seine Tochter Ingrid Ylva zum Vorfahren der späteren Könige von Schweden aus dem Bjälbo-Geschlecht wurde, das seit dem 17. Jahrhundert auch als das Haus der Folkunger (schwedisch: Folkungaätten) bezeichnet wird.

## Herkunft

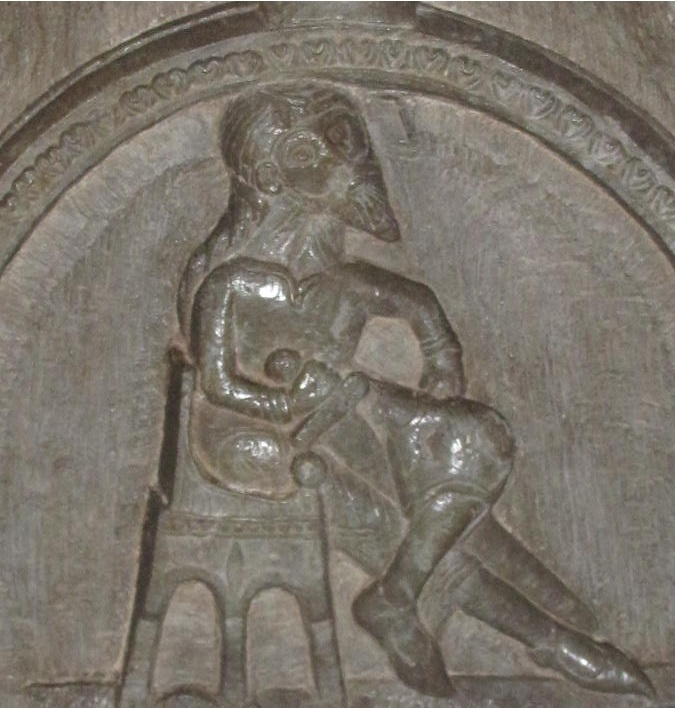
Traditionelles Bild von König Sverker I.

Sune Sik stammte aus dem schwedischen Herrscherhaus, das nach dem ersten bedeutenden Vertreter Sverker  als Sverkergeschlecht (schwedisch: Sverkerska ätten) bezeichnet wurde. Es hatte sein Machtzentrum in der im Südosten Schwedens gelegenen Provinz Östergötland und gelangte mit Sverker († ermordet 25. Dezember 1156) erst in Östergötland und dann in ganz Schweden an die Macht, als dieser nach 1130 als König von Gesamtschweden anerkannt wurde.
Sune Sik war nach dem Bericht des gelehrten Geschichtsschreibers, Geistlichen und Reformators, Olaus Petri (eigentlich: Olof Persson) (* 1493 in Örebro, † 1552 in Stockholm) ein Sohn von König Sverker I. aus dessen nach 1140 geschlossenen 2. Ehe mit Rikissa von Polen (polnisch: Ryksa Bolesławówna, schwedisch: Rikissa Burislevsdotter, * 12. April 1116, † nach dem 25. Dezember 1156) der ältesten Tochter von Boleslaw III. Schiefmund (polnisch: Bolesław III Krzywousty), Fürst von Polen (1107–1138) aus der Dynastie der Piasten. Diese Ansicht von Olaus Petri über die Herkunft von Sune Sik wird auch von verschiedenen modernen Forschern geteilt, so etwa von Lars O. Lagerqvist und Nils Åberg. Anderen erscheint diese Deszendenz als nicht ganz gesichert, weshalb etwa Charles Cawley in seinem Werk „Medieval Lands“ sie nicht erwähnt.
Sune Siks Mutter Rikissa war erst in dritter Ehe mit dem Vater des Sune Sik vermählt. Sie heiratete in erster Ehe um 1127 einen Sohn des Königs Niels von Dänemark, Magnus Nilsson, genannt „der Starke“ (* um 1106, † fällt am 4. Juni 1134 in der Schlacht bei Fodevig), der wegen seiner Mutter, der schwedischen Prinzessin Margarethe Fredkulla, als Prätendent der schwedischen Krone auftrat und von 1125 bis 1130 in Teilen Schwedens als König regierte.
Rikissa heiratete nach dem Ableben ihres ersten Gemahls um 1135/36 Volodar Gļebovič (* um 1090, † nach 1167), den Fürsten von Minsk und Grodno aus dem Geschlecht der Rurikiden. Dieser Ehe entsprossen die Söhne Wladimir, der seinem Vater als Fürst nachfolgte, und Wasilko sowie die Tochter Sophia von Minsk.
Über seine Mutter war Sune Sik daher ein Halbbruder ihres Sohnes erster Ehe, Knut III. Magnusson (* um 1129, † 9. August 1157 in Roskilde), der 1147 König von Jütland, 1154 König von Dänemark und zugleich auch der Ehemann einer (namentlich nicht genannten) Halbschwester von Sune Sik war. Dessen außerehelicher Sohn, Niels Knudsen „den Hellige“ (der Heilige), genannt "der heilige Niels von Aarhus" (* vor 1157, † um 1180 in Aarhus) wurde bis ins 18. Jahrhundert in Aarhus als Heiliger verehrt, obwohl er nie kanonisiert wurde. Dessen jüngerer Sohn, Waldemar Knutsen, war 1182–1208 Bischof von Schleswig, von 1192 bis 1217 ein umstrittener Erzbischof des Erzbistums Bremen-Hamburg, strebte selbst nach der Krone, nannte sich daher zwischenzeitlich König von Dänemark, wurde jedoch 1218 Mönch, lebte ab 1220 in der Zisterzienserabtei von Citeaux in Frankreich, wo er am 18. Juli 1236 verstarb.
Über seine Mutter war Sune Sik aber auch ein Halbbruder des Fürsten Wladimir von Minsk und Grodno und der Sophia von Minsk (* um 1140; † 5. Mai 1198), die als Ehefrau von Waldemar I. dem Großen von 1157 bis 1182 Königin von Dänemark war.

## Leben
Über das Leben von Sune Sik sind keine urkundlichen Daten erhalten, einige Umstände seines Lebens sind jedoch bekannt bzw. lassen sich aus der zeitgenössischen Entwicklung erschließen.

### Prinz von Schweden
Sune Sik wurde um 1154 als schwedischer Prinz und als jüngster Sohn seines Vaters, König Sverker I. geboren. Er hatte keine Aussicht, jemals auf seinen Vater als König von Schweden zu folgen, da er aus der ersten Ehe seines Vaters zwei Halbbrüder - Karl Sverkersson und Jon Sverkersson - und aus dessen 2. Ehe auch noch einen älteren Vollbruder Burislev Sverkersson hatte.

### Ermordung des Vaters
Auch ohne Aussicht auf die Krone stand sein Leben im Schatten von Thronkämpfen, da mehrere Magnatenfamilien um die Krone Schwedens kämpften. Bereits zwei Jahre nach der Geburt verlor er seinen Vater, König Sverker I., da dieser auf dem Weg zur Klosterkirche von Alvastra (in Östergötland, südlich der Stadt Vadstena), wo er am Morgen des 25. Dezember 1156 an der Weihnachtsmesse teilnehmen wollte, ermordet wurde. Als Anstifter dieses selbst für mittelalterliche Standards schockierenden Verbrechens wurde nach Saxo Grammaticus (* um 1140, † um 1220) ein rivalisierender Thronprätendent, der dänische Prinz Magnus Henriksson verdächtigt.

### König Erik „der Heilige“
Magnus Henriksson, dessen Ansprüche auf das Königreich Schweden sich auf seine Mutter Ingrid Prinzessin von Schweden († nach 1161) aus dem Geschlecht des Stenkil (schwedisch: Stenkilka ätten) stützte, gelang es jedoch nicht, die Macht sofort an sich zu reißen, da es noch einen stärkeren Rivalen um die Krone gab – Erik Jedvardsson - der als Unterkönig in Västergötland herrschte. Dieser wird in der Königsliste als Nachfolger von Sverker I. und als Vorgänger von Magnus Henriksson genannt, dürfte daher nur vier Jahre - von 1156 bis 1160 – regiert haben. Er wurde zwar zum Stammvater des mächtigen Eriksgeschlechtes (schwedisch: Erikska ätten), teilte jedoch das Schicksal seines Vorgängers, denn auch er wurde auf Betreiben von Magnus Henriksson am 18. Mai 1160 bei der Dreifaltigkeitskirche von Östra Aros (Uppsala) ermordet. Die Legende bemächtigte sich seines Lebens und Sterbens, so dass er schon ab 1198 als Heiliger verehrt wurde und heute als Schutzpatron Schwedens gilt.

### Halbbruder des Königs
Als Sune Sik sechs Jahre alt war, kam schließlich der vermutliche Mörder seines Vaters, der dänische Prinz Magnus Henriksson an die Macht, regierte jedoch nur knapp ein Jahr von 1160 bis 1161 als Magnus II. König von Schweden. Das plötzliche Ende seiner Regierungszeit geht nach der Königschronik darauf zurück, dass er vom Halbbruder des Sune Sik - Karl Sverkersson – 1161 bei der Stadt Örebro (in der heutigen Provinz Örebro län) in einer Schlacht besiegt und getötet wurde. Damit rächte der Sohn die Ermordung seines Vaters, indem er dessen Mörder tötete. Sune Sik war damit (Halb-)Bruder des neuen Königs von Schweden Karl VII. Sune Siks Mutter hatte zwar 1156 ihren Mann überlebt, da sie jedoch nachher nicht mehr in Urkunden erwähnt wird, dürfte sie bald darauf verstorben sein. Es ist daher anzunehmen, dass Sune Sik im Haushalt seines Halbbruders Karl Sverkersson aufwuchs, der seit 1158 in Östergötland als König regierte und 1161 als Karl VII. zum König von ganz Schweden gekrönt wurde. Auch diesem war jedoch keine lange Regierungszeit gegönnt, da er im Frühjahr 1167 auf Visinggö von Knut Eriksson – dem Sohn von König Erik IX. Jedvardsson, dem Heiligen - überfallen und getötet wurde.

### Kampf gegen König Knut I. Eriksson
Nach der Beseitigung seines Vorgängers ließ sich Knut Eriksson als Knut I.  zum König von Schweden krönen und regierte bis 1196.
Mit dem Tod seines Halbbruders, König Karl VII., verlor Sune Sik mit etwa 13 Jahren ein weiteres Mal seinen Protektor. Chef der Sverker-Familie war nunmehr nominell sein Neffe Sverker Karlsson, der kindliche Sohn von Karl VII., de facto jedoch Burislev Sverkersson, der ältere Bruder von Sune Sik. Burislev ließ sich nach dem Tod seines Halbbruders Karl VII. 1167 in Götaland zum König von Schweden ausrufen und nahm gemeinsam mit seinem außerehelichen Halbbruder Kol Sverkersson den Kampf gegen den Usurpator auf, dem sich wohl auch sein jüngerer Bruder Sune Sik angeschlossen haben dürfte. Burislev unterlag jedoch und wurde entweder von den Männern des Königs Knut um 1169 getötet oder floh um diese Zeit nach Polen zu den Verwandten seiner Mutter.
Der Kampf wurde von Karl Johannsson und Burislav Johannsson, den Söhnen des 1153/54 ermordeten Halbbruders von Sune Sik, Johann Sverkersson, fortgesetzt. Auch sie unterlagen jedoch und starben 1173 im Kampf gegen König Knut I. Eriksson, der dadurch seine Macht in Schweden konsolidieren konnte.

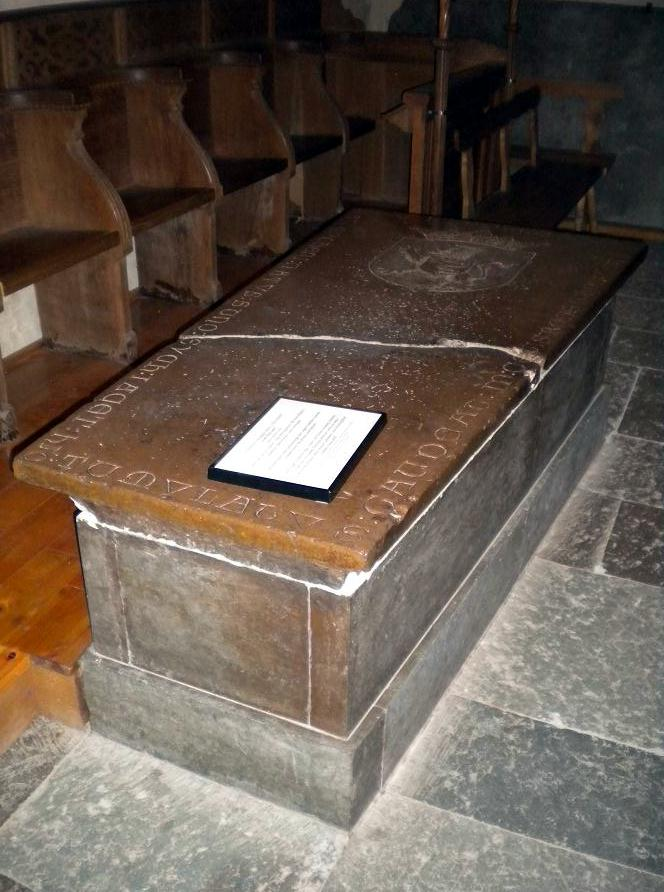
Grabmonument aus dem 16. Jh. Füt Sune Sik im Kloster Vreta

Ob Sune Sik angesichts der Niederlage seiner Familie nach Polen zu den Verwandten seiner Mutter floh und erst später wieder nach Schweden kam, als nach dem Tod von König Knut I. Eriksson sein eigener Neffe Sverker Karlsson 1196 als Sverker II. zum König von Schweden (1196–1210) gekrönt wurde, erscheint möglich, lässt sich jedoch ebenso wie sein weiteres Schicksal nicht belegen.

### Grabstätte
In der Kirche des ältesten schwedischen Klosters, das um das Jahr 1100 von König Inge I. von Schweden und seiner Gemahlin gestiftet wurde, dem Kloster Vreta in der heutigen schwedischen Gemeinde Linköping, westlich des Sees Roxen, befindet sich das Grabmal eines Sune Sik, wobei es jedoch nicht ganz klar ist, ob es sich um den hier behandelten Sune Sik, oder um eine gleichnamige, jedoch erst am Ende des 13. Jahrhunderts lebende Person handelt, die der Abtei noch 1297 eine Schenkung zukommen ließ. Verschiedene schwedische Historiker, wie Lars O. Lagerqvist, Nils Åberg und Nils Ahnlund gehen jedenfalls davon aus, dass es sich um das Grab des gegenständlichen schwedischen Prinzen handelt, das nachträglich verändert wurde.

## Ehe und Nachkommen
Name und Herkunft der Ehefrau von Sune Sik sind nicht bekannt.
Kinder:

Stammwappen der Dynastie der Folkunger ("Folkungerlöwe")

Sune Sik hatte zumindest eine bekannte Tochter:
- Ingrid Ylva, † 1251, ⚭ Magnus Minnesköld zu Bjälbö (* um 1175, † fällt am  31. Januar 1208 in der  Schlacht bei Lena). Er stammte aus dem Bjälbo-Geschlecht und wurde durch diese Ehe zum näheren Stammvater des später als „Folkunger“ bezeichneten Geschlechtes, das durch Jngrid Ylva mit der älteren Königsdynastie der Sverker verbunden wurde. Nachkommen (auszugsweise):
  - Bengt Magnusson (Bjälboätten) († 4. Januar 1237), folgte auf seinen Bruder Karl Magnusson als Bischof von Linköping (1220–1236)
    - Magnus Bengtsson(Bjälboätten), Landrichter in Östergötland 1247, († 1263), ⚭ Ragnhild Ne, († 1262), Vorfahren der Heiligen Birgitta von Schweden (* 1303 in Finsta (Schweden), † 23. Juli 1373 in Rom)

  - Birger Magnusson (Bjälboätten), genannt Birger Jarl (* ca. 1210, † 21. Oktober 1266), 1248 Reichsverweser des Königreiches Schweden Gründer der Stadt Stockholm,   ⚭ 1.)  c. 1235 Ingeborg Eriksdotter,  Prinzessin von Schweden († 17. Juni 1254), eine Tochter von Erik X. Knutsson, König von Schweden,  ⚭ 2.) 1261 Mechthild von Holstein (* 1220/25, † 1288 in Kiel); Witwe von König Abel von Dänemark (1250–1252), Tochter des Grafen Adolf IV. von Schauenburg und Holstein. Söhne aus erster Ehe:
    - Waldemar Birgersson (* 1243, † 1302) König von Schweden (1250–1275),
    - Magnus  Birgersson, genannt Magnus Ladulås (Scheunenschloss), (* 1240, † 18. Dezember 1290) König von Schweden (1275–1290)
      - Birger Magnusson (* 1280, † 31. Mai 1321), König von Schweden (1290–1318)